# Ралли США (этап WRC)
В календаре чемпионата мира по ралли американские этапы появлялись два раза: «Ралли Независимой Прессы» (Press-on-Regardless Rally) в 1973—1974 годах, и «Ралли Олимпус» (Olympus Rally) с 1986 по 1988 годы.

## «Ралли Независимой Прессы»
Ралли организовано в Детройте Спортивным Автоклубом Америки. Первое ралли состоялось в 1949 году в виде 24-часового ралли-марафона. С 1969 года стало обычной раллийной гонкой. В 1972 году мероприятие состоялось в рамках Международного чемпионата по ралли для автопроизводителей, а затем в 1973 и 1974 годах, как этап чемпионата мира по ралли. В 1973 году победу одержал Уолтер Бойс, в 1974 — Жан-Люк Терье.

### Победители «Ралли Независимой Прессы» в WRC
| Ралли                              | Подиум | Подиум          | Подиум                 | Подиум    |
| Ралли                              | Место  | Пилот           | Автомобиль             | Время     |
| ---------------------------------- | ------ | --------------- | ---------------------- | --------- |
| Ралли Независимой Прессы 1973 года | 1      | Уолтер Бойс     | Toyota Corolla         | 6:58:28.2 |
| Ралли Независимой Прессы 1973 года | 2      | Джим Уолкер     | Volvo 142S             | 7:22:43.2 |
| Ралли Независимой Прессы 1973 года | 3      | Джон Смискол    | Datsun 240Z            | 7:33:36.0 |
|                                    |        |                 |                        |           |
| Ралли Независимой Прессы 1974 года | 1      | Жан-Люк Терье   | Renault 17 Gordini     | 5:29:47   |
| Ралли Независимой Прессы 1974 года | 2      | Маркку Ален     | Fiat Abarth 124 Rallye | 5:35:10   |
| Ралли Независимой Прессы 1974 года | 3      | Жан-Пьер Николя | Renault 17 Gordini     | 5:35:49   |
|                                    |        |                 |                        |           |

## «Ралли Олимпус»
«Ралли Олимпус» — раллийная гонка, проходящая в США. Большую часть времени носила статус соревнования национального уровня. В 1985 году ралли прошло под эгидой ФИА. В 1986—1988 годах являлась частью календаря чемпионата мира по ралли.
Ралли Олимпус 1985 года выиграл Ханну Миккола на Audi Quattro S1. Маркку Ален на Lancia Delta S4 взял золото 1986 года, когда Ралли впервые получило статус этапа чемпионата мира. В 1987 году Ралли Олимпус выиграл Юха Канккунен на Lancia Delta HF 4WD. Массимо Биазьон выиграл третье и последнее Ралли Олимпус в рамках чемпионата мира по ралли в 1988 году — эта победа за рулем Lancia Delta Integrale была очередной ступенью к его титулу чемпиона мира по ралли.

### Победители «Ралли Олимпус» в WRC
| Ралли                   | Подиум | Подиум          | Подиум                  |
| Ралли                   | Место  | Пилот           | Автомобиль              |
| ----------------------- | ------ | --------------- | ----------------------- |
| Ралли Олимпус 1986 года | 1      | Маркку Ален     | Lancia Delta S4         |
| Ралли Олимпус 1986 года | 2      | Юха Канккунен   | Peugeot 205 Turbo 16 E2 |
| Ралли Олимпус 1986 года | 3      | Джон Буффум     | Audi Sport Quattro      |
|                         |        |                 |                         |
| Ралли Олимпус 1987 года | 1      | Юха Канккунен   | Lancia Delta HF 4WD     |
| Ралли Олимпус 1987 года | 2      | Массимо Биазьон | Lancia Delta HF 4WD     |
| Ралли Олимпус 1987 года | 3      | Маркку Ален     | Lancia Delta HF 4WD     |
|                         |        |                 |                         |
| Ралли Олимпус 1988 года | 1      | Массимо Биазьон | Lancia Delta Integrale  |
| Ралли Олимпус 1988 года | 2      | Алекс Фиорио    | Lancia Delta Integrale  |
| Ралли Олимпус 1988 года | 3      | Джон Буффум     | Audi Coupe Quattro      |
|                         |        |                 |                         |